# Saint-Malô-du-Bois
Saint-Malô-du-Bois è un comune francese di 1 534 abitanti situato nel dipartimento della Vandea nella regione dei Paesi della Loira.

## Società

### Evoluzione demografica
Abitanti censiti